# OK Trian
OK Trian (Orienteringsklubben Trian rf) är en östnyländsk specialförening för orientering vars verksamhet innehåller sommar, cykel-, skid- och precisionsorientering. Föreningens grundades år 2014 då OK Orient, Akilles OK och IF Sibbo-Vargarna sammanslog sin verksamhet. För c:a 680 medlemmar varav c:a 250 är ungdomar och c:a 300 aktivt tävlande erbjudes hobby-, tränings- och tävlingsmöjligheter för alla åldersklasser. År 2018 valdes Sami Sillman till ordförande och tog över ansvaret från Jari Johansson som hade lett föreningen sen den grundades. OK Trian var årets orienteringsförening år 2016.

## Jukolakaveln
| Årtal | position | antal lag |
| ----- | -------- | --------- |
| 2015  | 22       | 1787      |
| 2016  | 12       | 1717      |
| 2017  | 27       | 1555      |
| 2018  | 51       | 1892      |
| 2019  | 51       | 1653      |
| 2020  |          | 0         |
| 2021  | 75       | 750       |
| 2022  | 119      | 1270      |

Jukolakavlen löptes inte år 2020 pga covid-19 pandemin. År 2021 löptes kavlen i augusti istället för det traditionella juni, vilket också förklarar det lägre antalet lag.

## Venlakaveln
Källa:
| årtal | position | antal lag |
| ----- | -------- | --------- |
| 2015  | 85       | 1305      |
| 2016  | 70       | 1237      |
| 2017  | 54       | 1182      |
| 2018  | 81       | 1518      |
| 2019  | 104      | 1624      |
| 2020  |          | 0         |
| 2021  | 163      | 692       |
| 2022  | 75       | 1270      |

Venlakavlen löptes inte år 2020 pga covid-19 pandemin. År 2021 löptes kavlen i augusti istället för det traditionella juni, vilket också förklarar det lägre antalet lag.